# فران ليبوتز
فران ليبوتز (بالإنجليزية: Fran Lebowitz) (و. 1950  م) هي كاتِبة، وصحفية أمريكية، ولدت في موريستاون، نيوجيرسي، هي عضوةُ الحزب الديمقراطي.

## وصلات خارجية
- فران ليبوتز على موقع IMDb (الإنجليزية)
- فران ليبوتز على موقع مونزينجر (الألمانية)
- فران ليبوتز على موقع ميوزك برينز (الإنجليزية)
- فران ليبوتز على موقع إن إن دي بي (الإنجليزية)
- فران ليبوتز على موقع قاعدة بيانات الفيلم (الإنجليزية)
- فران ليبوتز في قاعدة بيانات الأفلام على الإنترنت